# قرار مجلس الأمن التابع للأمم المتحدة رقم 890
قرار مجلس الأمن التابع للأمم المتحدة رقم 890، المتخذ بالإجماع في 15 كانون الأول / ديسمبر 1993، بعد إعادة التأكيد على القرارات 696 (1991)، 747 (1992)، 785 (1992)، 793 (1992)، 804 (1993)، 811 (1993)، 823 (1993)، 834 (1993)، 851 (1993) و864 (1993) بشأن الحالة في أنغولا، أشار المجلس إلى التحسينات الطفيفة في البلد ومدد ولاية بعثة الأمم المتحدة الثانية للتحقق في أنغولا حتى 16 آذار / مارس 1994.
بدأ مجلس الأمن التأكيد على الأهمية التي يعلقها على التنفيذ الكامل لاتفاقات السلام وقرارات المجلس ذات الصلة. كما رحب باستئناف المفاوضات في لوساكا بين حكومة أنغولا ويونيتا، مشيراً إلى انخفاض حوادث العنف. غير أنه أقر في الوقت نفسه بخطورة الحالة الإنسانية في البلد، وعدم وقف إطلاق النار، ورفض يونيتا قبول نتائج انتخابات عام 1992.
وتم التأكيد على أهمية الحل السلمي وحث الطرفين على التحلي بالمرونة في المفاوضات. ودُعيت الأطراف إلى التقيد بالتزاماتها في لوساكا، وحث كلاهما على الوقف الفوري لجميع الأعمال العسكرية لوقف المزيد من المعاناة للشعب وإلحاق الضرر بالاقتصاد الأنغولي، فضلاً عن إقرار وقف دائم لإطلاق النار. طُلب من الأمين العام بطرس بطرس غالي الإبلاغ عن التقدم المحرز في المحادثات بحلول 1 فبراير 1994. وأحاط المجلس علماً أيضاً بأن الأمين العام قد اتخذ بالفعل خطوات مهمة لتوسيع البعثة الثانية لحفظ السلام في حالة حدوث تطورات في عملية السلام. في ذلك الوقت، كانت بعثة الأمم المتحدة الثانية للتحقق في أنغولا تعاني من نقص في الموظفين ولم تتمكن من مراقبة البلد بأكمله.
وأكد القرار أيضا على ضرورة إيصال المساعدات الإنسانية للسكان المتضررين، مثنياً على الدول الأعضاء ووكالات الأمم المتحدة والمنظمات غير الحكومية لما تبذله من جهود في هذا الصدد، وحثها على مواصلة تقديم المساعدة الإنسانية. نظراً للمفاوضات الجارية بين الحكومة الأنغولية ويونيتا، قرر مجلس الأمن عدم فرض حظر نفطي على يونيتا في القرار 864 لكنه أعلن عن استعداده للقيام بذلك في حالة توصية من الأمين العام.

## روابط خارجية
- نص القرار في undocs.org